# 李艺林
李艺林（1914年—2006年12月18日），河北省新乐县人。中华人民共和国政治人物。

## 生平
1937年参加革命工作，1938年加入中国共产党。曾任冀西游击队教导员，支队政治处主任，八路军一二九师团政治处主任，太行军区第五军分区敌工站长，中共太行五地委城工部部长、地委委员，中共安阳市城市工委书记，中共安阳地委委员、安阳市人民政府市长，1949年8月任中共平原省安阳市委副书记兼市长。
中华人民共和国成立后，1951年2月任市委书记，平原省协商委员会委员，平原省人民政府财委副秘书长，中共中央书记处第二办公室巡视员，吉林化肥厂厂长，吉林化学工业公司党委书记兼经理。1964年任化学工业部副部长、燃料化学工业部副部长、石油化学工业部副部长。1992年离休。2006年12月18日在北京逝世，享年92岁。